# Gelis davidsonii
Gelis davidsonii là một loài tò vò trong họ Ichneumonidae.